# Sylvicola stackelbergi
Sylvicola stackelbergi är en tvåvingeart som beskrevs av Nina Krivosheina och Menzel 1998. Sylvicola stackelbergi ingår i släktet Sylvicola och familjen fönstermyggor. Inga underarter finns listade i Catalogue of Life.